# Clemens Doppler
Pour les articles homonymes, voir Doppler.
Clemens Doppler, né le 6 septembre 1980 à Kirchdorf an der Krems, est un joueur de beach-volley autrichien. Il est notamment champion d'Europe en 2003 et en 2007 et vice-champion d'Europe en 2010.

## Palmarès

### Jeux olympiques d'été
- Atteint les huitièmes de finale des Jeux olympiques de 2008 à Pékin avec Peter Gartmayer
- Est éliminé au premier tour des Jeux olympiques de 2012 à Londres avec Alexander Horst

### Championnats du monde
- 33e en 2001 avec Dietmar Maderböck
- 17e en 2003 avec Nikolas Berger
- 25e en 2005 avec Nikolas Berger
- 9e en 2007 avec Peter Gartmayer
- 17e en 2009 avec Matthias Mellitzer
- 9e en 2011 avec Matthias Mellitzer
- 2e en 2017 avec Alexander Horst

### Championnats d'Europe
- Champion d'Europe en 2003 avec Nikolas Berger
- 9e en 2004 avec Nikolas Berger
- Champion d'Europe en 2007 avec Peter Gartmayer
- 17e en 2008 avec Peter Gartmayer
- 2e en 2010 avec Matthias Mellitzer
- 17e en 2011 avec Matthias Mellitzer
- 9e en 2012 avec Alexander Horst[1]